# Mühlen
Pour l’article homonyme, voir Ernest Mühlen.
Mühlen est une commune autrichienne du district de Murau en Styrie.